# Kitson (Mode)

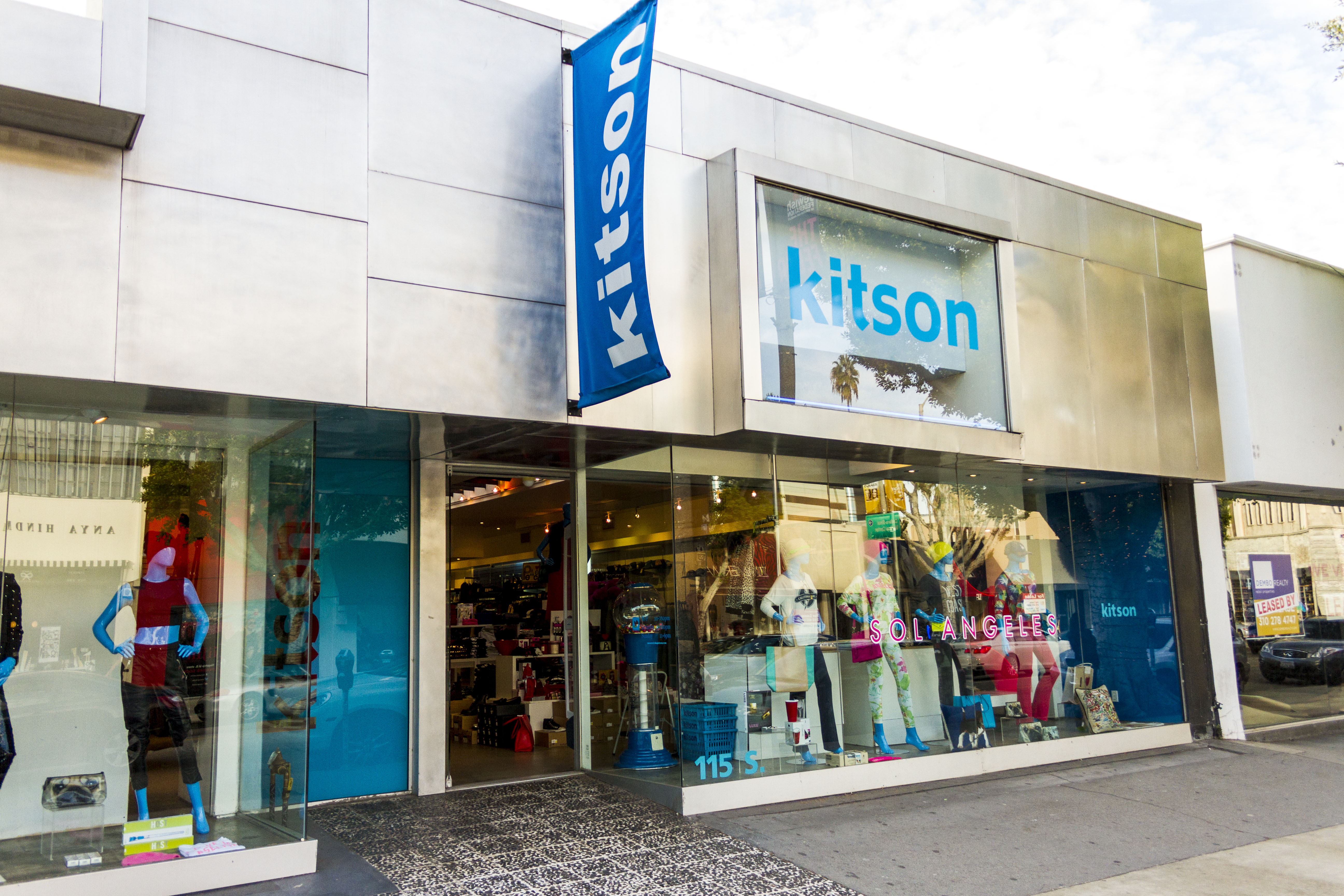
Das Kitson-Ursprungsgeschäft in Beverly Hills

Kitson war eine US-amerikanische Bekleidungskette. Ihre Blütezeit hatte die Kette Anfang der 2000er Jahre, als sie regelmäßig von Prominenten wie Britney Spears, Paris Hilton oder Lindsay Lohan aufgesucht wurde. 
Der erste Kitson-Shop wurde von Fraser Ross am Robertson Boulevard im kalifornischen West Hollywood gegründet. Das Konzept lehnte sich anfangs an die In-Boutique Fred Segal aus Santa Monica an. In dem Laden waren einzelne eigene kleine Shops abgetrennt mit jeweils zueinander passenden Gegenständen. Der Durchbruch von Kitson gelang 2002, als Halle Berry in zahlreichen Boulevard-Magazinen auftauchte, als sie sich bei Kitson eine Tasche mit einem großen aufgedruckten H kaufte. In den Monaten darauf verkaufte Kitson alleine an Mode mit aufgebrachten Initialen Waren im Wert von einer Million Dollar.
Insgesamt existierten 17 Geschäfte in Kalifornien, Nevada und Oregon, davon allein vier am Robertson Boulevard. Anfang der 2000er war die Kette regelmäßig in den Medien. Weibliche Prominente wie Britney Spears oder Paris Hilton kauften dort ein, zahlreiche Paparazzi suchten die Geschäfte auf. Die New York Times schrieb 2005, Kitson gelte als „heißeste Shopping-Adresse von Los Angeles“, sei aber vor allem eine Touristenfalle. Kitson lebe vor allem vom Medienhype um die dort kaufende Prominenz und sei weniger wegen ihrer interessanten dort verkauften Kleidung und Accessoires bekannt.
Ross stand im Ruf, selber die Paparazzi anzuheuern und zu bezahlen, die dann ihre Fotos mit den Prominenten an die Presse verkauften. Später ermittelte das FBI eine Paparazzi-Agentur, zu deren Eigentümern Fraser Ross gehörte, die sich in die Computersysteme des Boulevardblatts Us Weekly gehackt haben soll, um frühzeitig zu erfahren, in welchen Stories die Marke wie vorkam. Wie bedeutsam diese Berichterstattung für die Boutique war, zeigte sich 2006, als Fraser Ross das Boulevardblatt Us Weekly verklagte, weil es bereits seit Monaten nicht mehr über Kitson berichtet hatte und damit seinem Geschäft schade. Die Süddeutsche Zeitung bezeichnete Kitson 2010 als „Umkleide Hollywoods“. Das Publikum verortete die Zeitung vor allem im „jungen reichen Los Angeles“. Kein anderes Geschäft imitiere so konsequent und skrupellos den Freizeitlook der Hollywoodstars. Im Jahr 2010 machte Kitson insgesamt 24 Millionen US-Dollar Umsatz.
2013 musste Kitson einen 15-Millionen-Dollar-Kredit von Salus Capital Partners in Anspruch nehmen, um Schulden und laufende Kosten bezahlen zu können. Kitson nutzte das Geld auch, um aggressiv zu expandieren und neue Geschäfte in Nevada und Oregon zu eröffnen. Im Sommer 2015 übernahm Spencer Spirit Holdings Inc, Eigentümer von Spencers Novelty Shops, diesen Kredit. Im Dezember 2015 verkündete Kitson, bis Ende Januar 2016 alle Geschäfte zu schließen.
Bekannte Produkte von Kitson waren die hellblauen Einkaufstaschen, die selbst schon zum Statussymbol wurden, und bedruckte T-Shirts. Die T-Shirts wurden von Hollywood- und Show-Prominenz getragen, spielten oft auch auf Ereignisse in Hollywood an. So gab es beispielsweise 2005 T-Shirts mit Team-Jolie- oder Team-Aniston-Aufdrucken, als Brad Pitt sich von Jennifer Aniston trennte und mit Angelina Jolie zusammenkam. Dabei verkauften sich die Team-Aniston-Shirts deutlich besser, am Anfang etwa im Verhältnis von 25 zu 1.
Zum Repertoire gehörten ausgefallenere Merchandise-Artikel, Geschenkartikel, Jeans, Hoodshirts, Turnschuhe und Ugg Boots. Dabei wandelte sich das verkaufte Sortiment in den Jahren seines Bestehens eher mehr von Kleidung hin zu Merchandise- und Geschenkartikeln. Die meisten der Geschenkartikel oder Kleidungsstücke waren in großen Buchstaben mit mehr oder weniger prägnanten Slogans bedruckt und oft mit Schmucksteinen aus Glas versehen.